# Gary Crum
Gary Crum (* Rawlins, Wyoming) ist ein US-amerikanischer ehemaliger Gridiron-Football-Spieler und Politiker der Republikanischen Partei, der seit 2025 Mitglied im Senat von Wyoming ist.

## Leben
Gary Crum besuchte bis 1977 die Rawlins High School und absolvierte ein Studium der Finanzwissenschaften an der University of Wyoming, welches er 1981 beendet hatte. Nachdem er bereits in der Universitätsmannschaft American Football gespielt hatte, war er 1982 Offensive Tackle-Spieler für die Miami Dolphins in der National Football League (NFL). Er war außerdem Spieler und Trainer der Wyoming Cowboys sowie der Mannschaft der Montana State University in der NCAA Division I, der höchsten Stufe der Sportprogramme von vielen Universitäten, die von der National Collegiate Athletic Association (NCAA) anerkannt ist. Er hat zudem mehr als 35 Jahre im Bankwesen gearbeitet und war Mitbegründer sowie ehemaliger Vorsitzender und Chief Executive Officer (CEO) der Western States Bank mit Sitz in Laramie. Er engagierte sich ferner unter anderem für den Cowboy Joe Club der University of Wyoming, den Laramie Lions Club, die Boy Scouts of America (BSA), Trout Unlimited (TU), eine Organisation, die sich dem Schutz von Süßwasserbächen und Flüssen widmet, die Naturschutz- und Jagdorganisation Rocky Mountain Elk Foundation (RMEF) sowie Ducks Unlimited (DU), eine Organisation, die sich dem Schutz von Feuchtgebieten und zugehörigen Hochlandlebensräumen für Wasservögel, andere Wildtiere und Menschen widmet.
Als Nachfolger von Dan Furphy wurde Crum für die Republikanische Partei Mitglied im Senat von Wyoming und vertritt in dieser Kammer der Wyoming Legislature, der Legislative des Bundesstaates Wyoming, seither den „District 10 Albany County“. In der aktuellen Legislaturperiode ist er seit 2025 Vorsitzender des Ausschusses für Senatsberichte (Senate Journal Committee) sowie Mitglied der Senatsausschüsse für Justiz (Senate Committee on Judiciary) und für Arbeit, Gesundheit und soziale Dienste (Senate Committee on Labor, Health & Social Services).
Gary Crum ist verheiratet und Vater von vier Kindern, darunter Frank Crum, der für die College-Football-Mannschaft der Wyoming Cowboys spielte und seit 2024 Offensive Tackle-Spieler für die Denver Broncos spielt.